# California Academy of Sciences

California Academy of Sciences är ett forskningsinstitut och naturhistoriskt museum i Golden Gate Park, San Francisco, Kalifornien, USA. Samlingarna, som omfattar över 46 miljoner exemplar (2016), tillhör de största i världen. Den 2008 nybyygda museibyggnaden innehåller även ett planetarium, en fyra våningar hög regnskog, stora akvarier och 40 000 levande djur. Över 100 forskare är knutna till California Academy of Sciences.

## Historia

### 1853-1906
California Academy of Sciences bildades den 4 april 1853 av Andrew Randall, Henry Gibbons, Albert Kellogg, Thomas J. Nevins, John B. Trask, Charles Farris och Lewis W, Sloat som "The California Academy of Natural Sciences", dess stadgar fastställdes den 16 maj, vid ett möte den 23 maj valdes Randall till ordförande och i juni sändes ett cirkulär ut i ettusen exemplar. Akademins syfte var "undersökningen och utvecklingen av naturvetenskaperna, införskaffandet av ett naturaliekabinett och ett bibliotek". Vid ett möte den 1 augusti samma år fastställdes, på förslag från Kellogg, att kvinnor var välkomna i akademin och att deras bidrag inom samtliga naturvetenskapliga områden gillades. Det tog dock tid innan kvinnor sökte sig dit, men Mary Katharine Brandegee anställdes 1883 som intendent för herbariet (hon efterträddes 1893 av Alice Eastwood, som höll posten till 1949) och 1884 blev Rosa Smith intendent för den iktyologiska avdelningen.
1867 valdes Josiah Whitney till ordförande och den 13 januari 1868 ändrades namnet till "California Academy of Sciences". På samma möte bestämdes att man skulle anlägga ett museum och fem år senare, den 17 februari 1873. donerade James Lick en tomt vid Market Street till bygget. Det dröjde dock till 1891 innan museibyggnaden stod klar på denna tomt och i mellantiden flyttades samlingarna 1874 till en tidigare kyrkobyggnad (First Congregational Church vid hörnet av California Street och Dupont Street).
Det 1891 invigda museet bestod av två hus, det mot gatan på sju våningar och det inre på sex som var förbundna med en passage på första och andra våningarna och en järnbro på sjätte. Dess huvudattrakrioner var en rekonstruerad mammut och ett skelett av en Megatherium.

#### Ordföranden 1853-1906
- Andrew Randall 1853-1855
- Leander Ransom 1856-1867
- Josiah Whitney 1868
- James Graham Cooper 1869
- James Blake 1870-1871
- George Davidson 1872-1886
- Harvey Willson Harkness 1887-1895
- David Starr Jordan 1896-1897
- William Emerson Ritter 1898-1899
- David Starr Jordan 1900-1902
- William Alvord 1903-1904
- Eusebius Joseph Molera 1905-1906

### 1906-nutid
Vid den stora jordbävningen den 18 april 1906 (och de följande bränderna) förstördes museet och dess samlingar nästan helt; en del typexemplar, manuskript och arkivmaterial hann dock räddas från den förstörda byggnaden innan branden nådde dit.
1915 öppnades den första av akademins sju nya byggnader i Golden Gate Park för allmänheten och på tomten vid Market Street byggdes en administrationsbyggnad (såld på 1980-talet).
På 1950-talet tillkom nya byggnader som Science Hall 1951 och Morrison Planetarium 1952. 1959 tillkom Malliard Library, Eastwood Hall of Botany och Livermore Room.
Vid jordbävningen 1989 skadades akademins byggnader i Golden Gate Park, speciellt Steinhart Aquarium och Bird Hall. En ny eld- och jordbävningssäkrare byggnad, med allt under ett tak, öppnade den 27 september 2008.

## Den nya museibyggnaden
Den 2008 invigda byggnaden, konstruerad av den italienske arkitekten Renzo Piano, täcker 37 000 m2 och är, förutom mer eld- och jordbävningssäker än tidigare byggnader, också mer miljöanpassad: En del av taket täcks av solceller och resten av ett grönt tak med inhemska kaliforniska växter. Dessutom har luftkonditioneringen ersatts med ett energisparande ventilationssystem som i stället släpper in nattluft för nerkylning.Museet har tre våningsplan plus källarplanet med akvariet.
Byggnaden består, förutom av forsknings- och lagerutrymmen, av fyra delar som är öppna för allmänheten:
- Kimball Natural History Museum. Med ett 26 meter långt blåvalsskelett, en Tyrannosaurus rex, etcetera. Även en foucaultpendel bestående av en drygt 100 kilo tung mässligskula upphängd i en nio meler lång vajer och en jordbävningssimulator.[19]

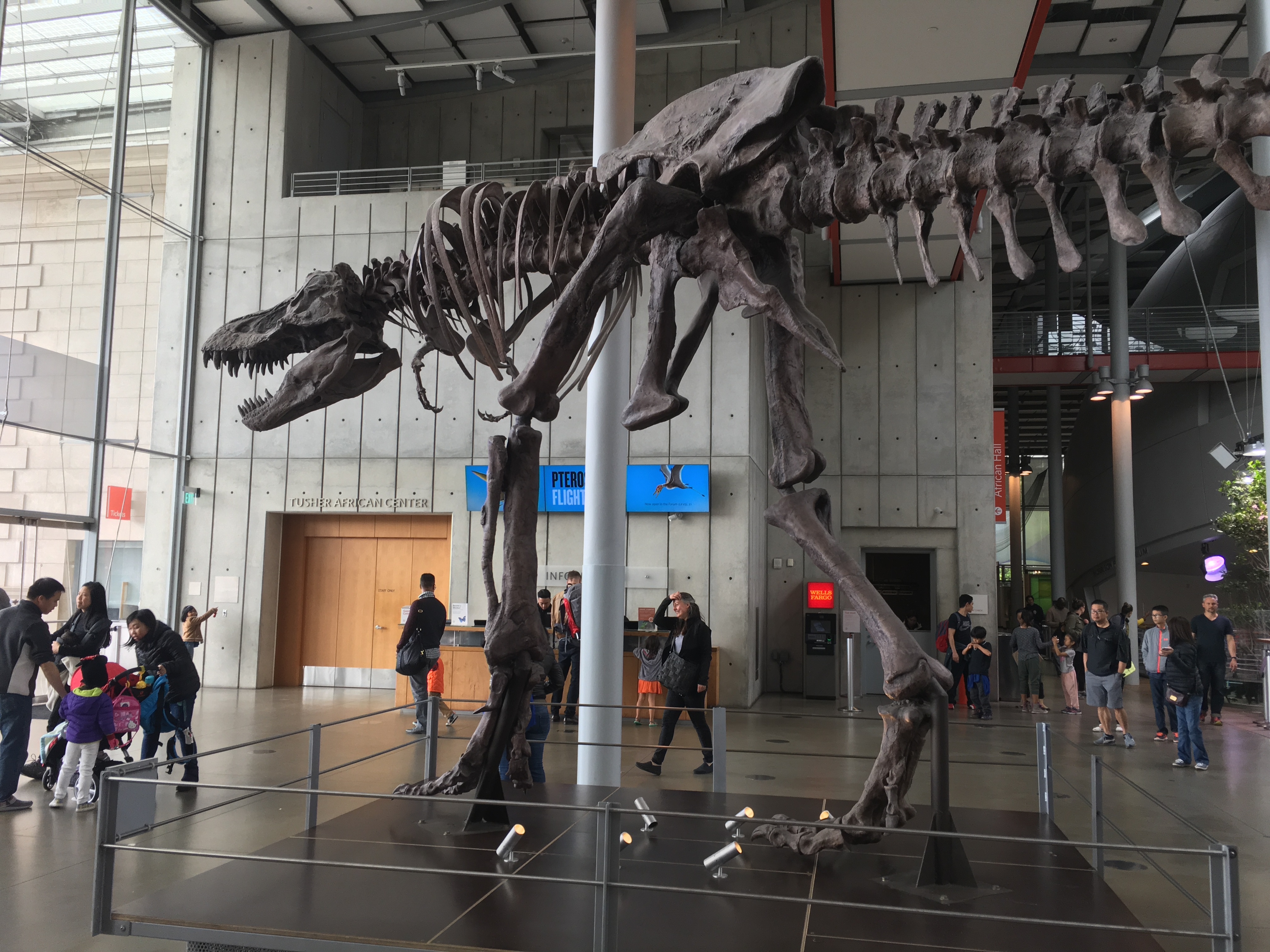
Tyrannosaurus möter besökarna i entrén.
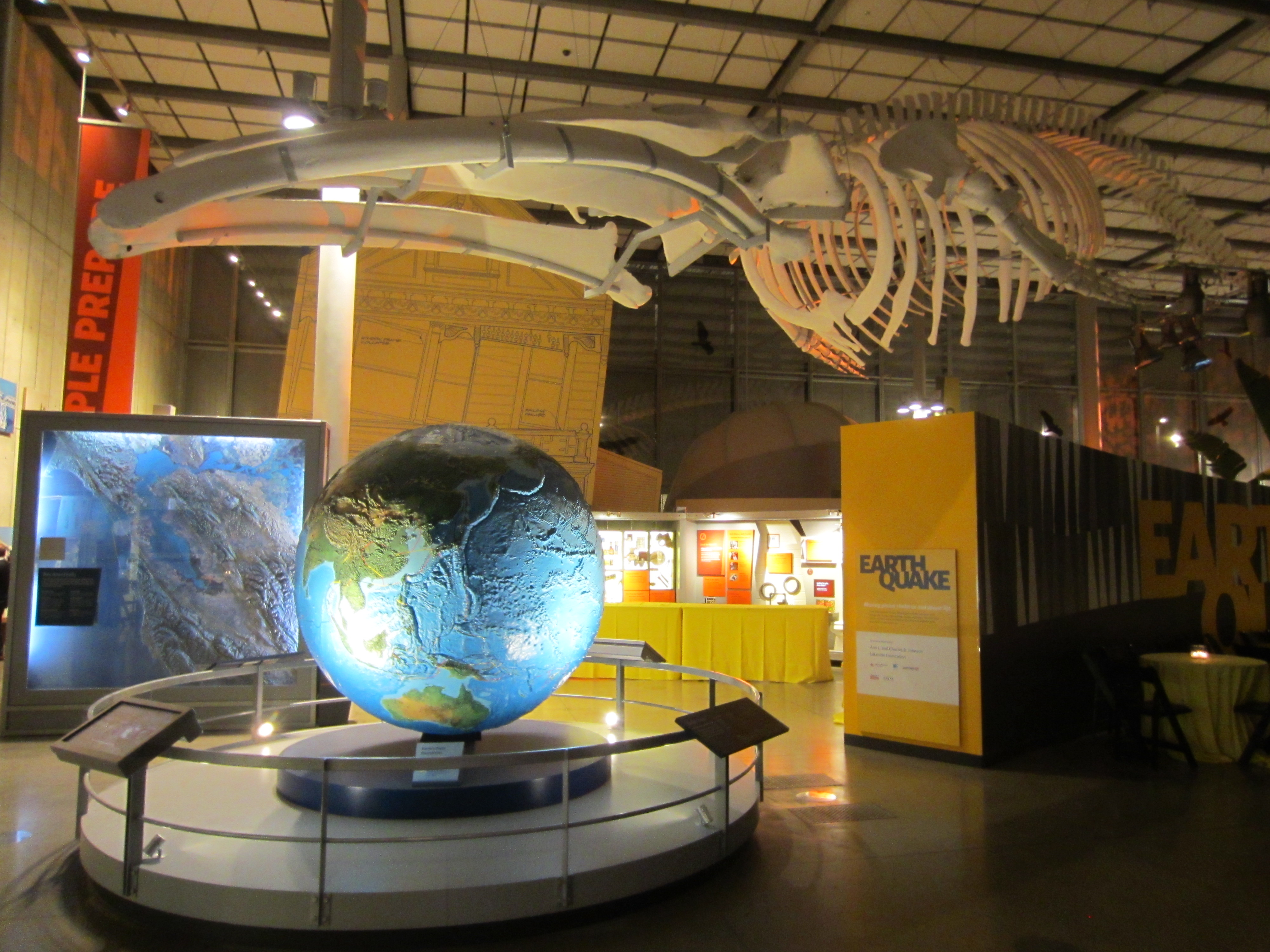
Blåvalsskelettet hänger i taket.
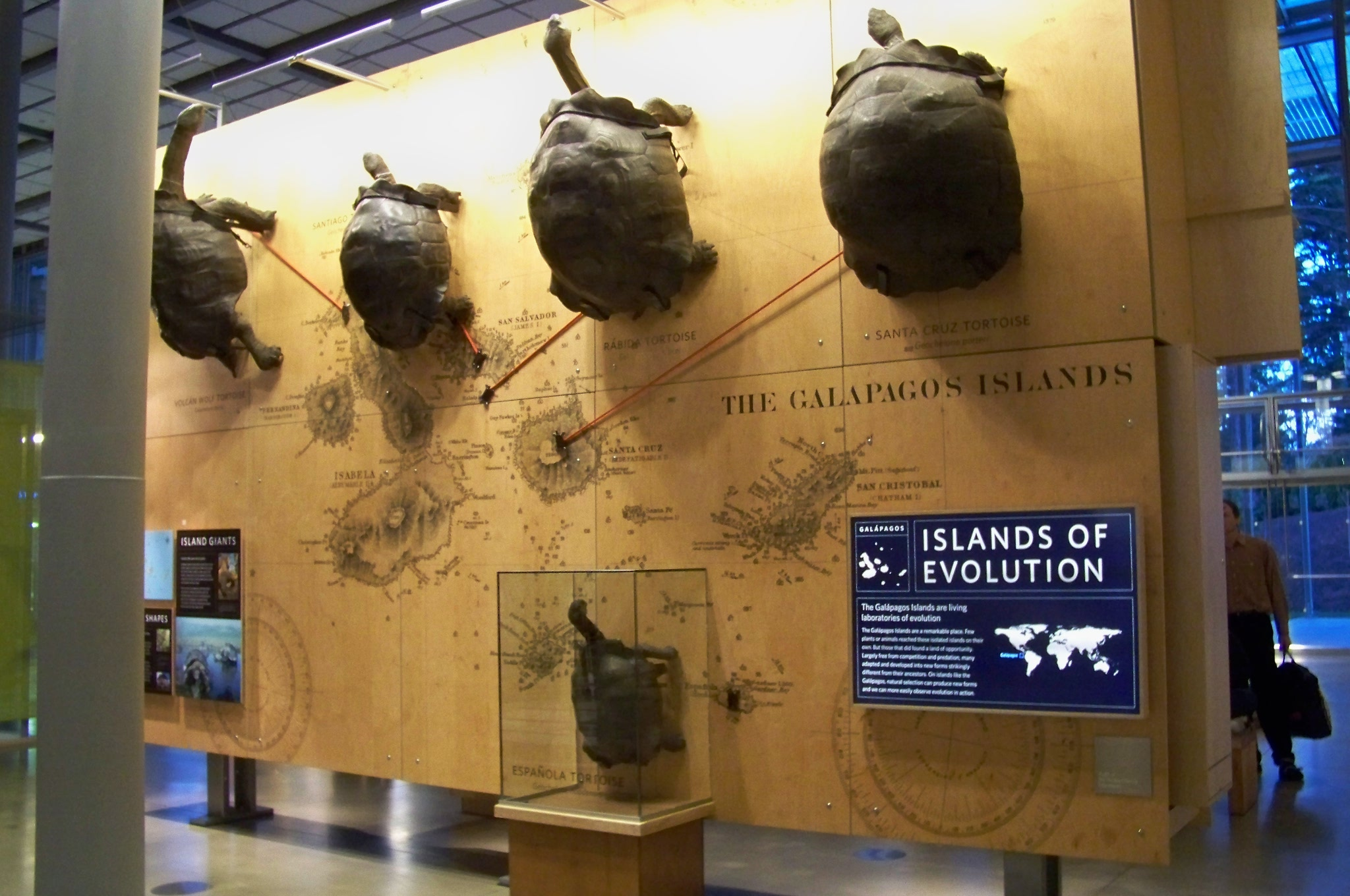
Fem arter galapagossköldpaddor.
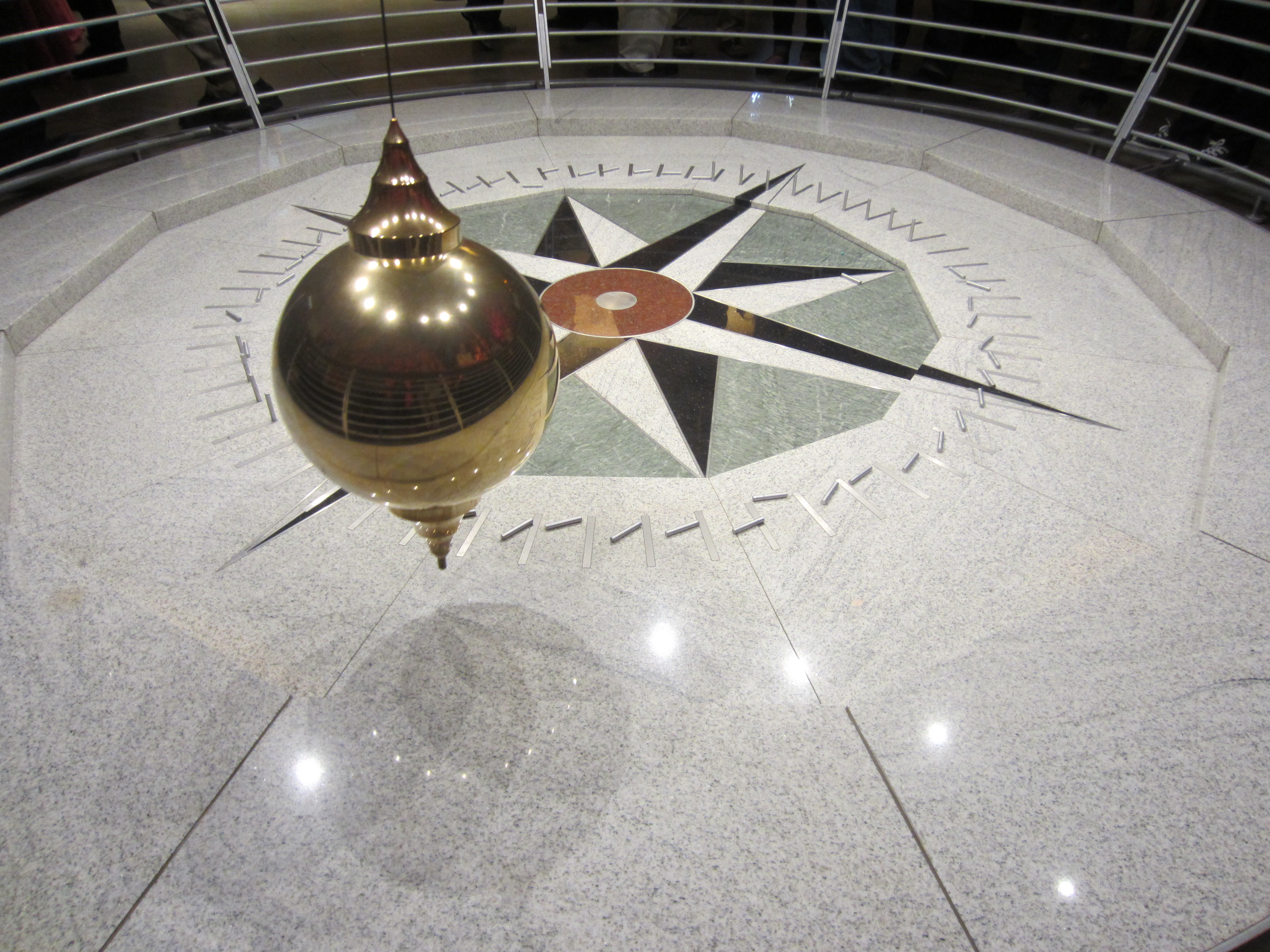
Focaults pendel.

- Morrison Planetarium. Ett planetarium vars kupol och bildskärm har diametrar på 27 respektive 22 meter.[20]
- Osher Rainforest. En regnskog, innesluten i en kupol med 27 meters diameter, med friflygande fåglar, reptiler och groddjur, samt fjärliar, bladskärarmyror och andra insekter. Även en 300 m3 stor tank (med en överglasad gångtunnel igenom) som innehåller fiskar från Amazonas.[21]

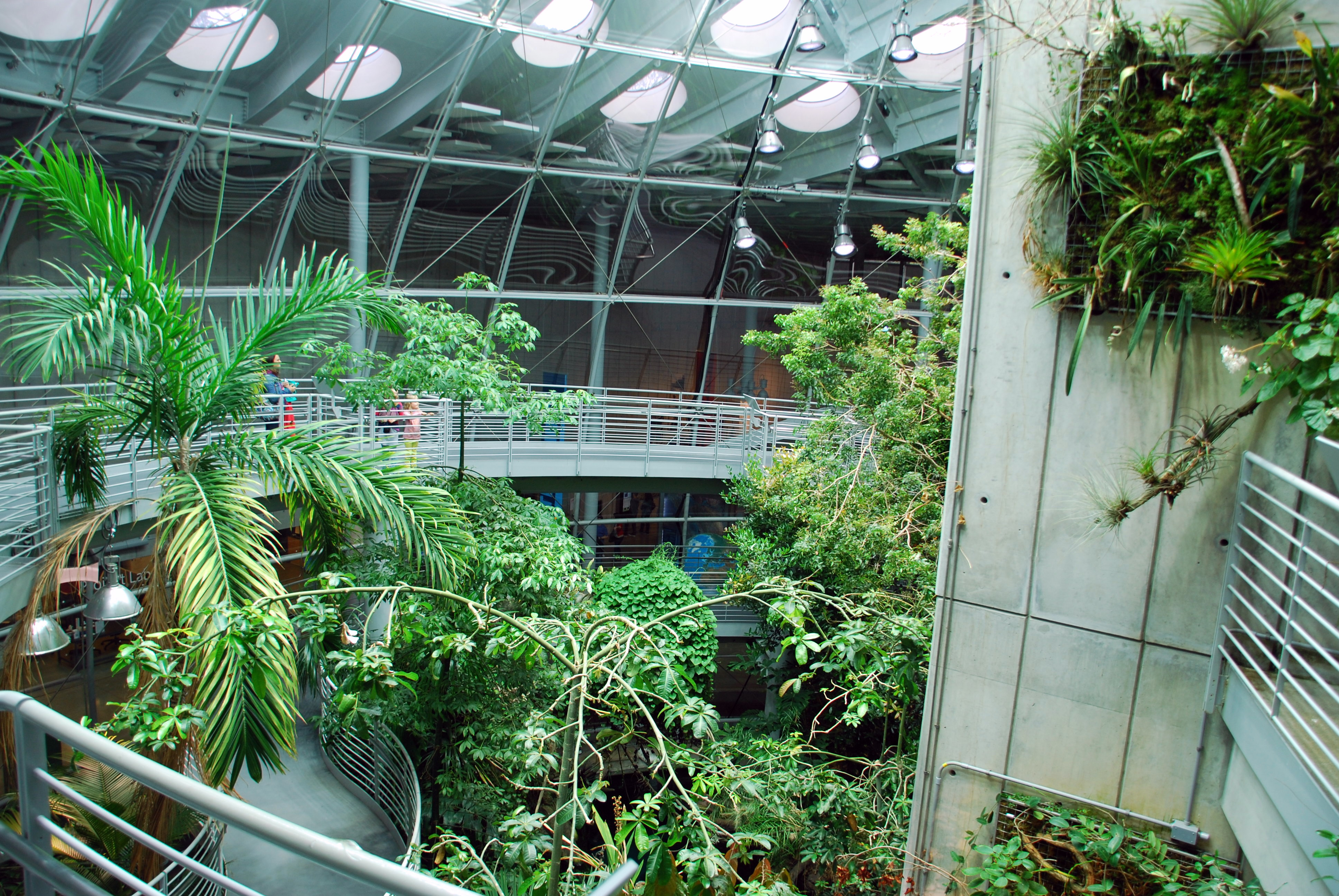
Interiör från regnskogens trädtoppar.
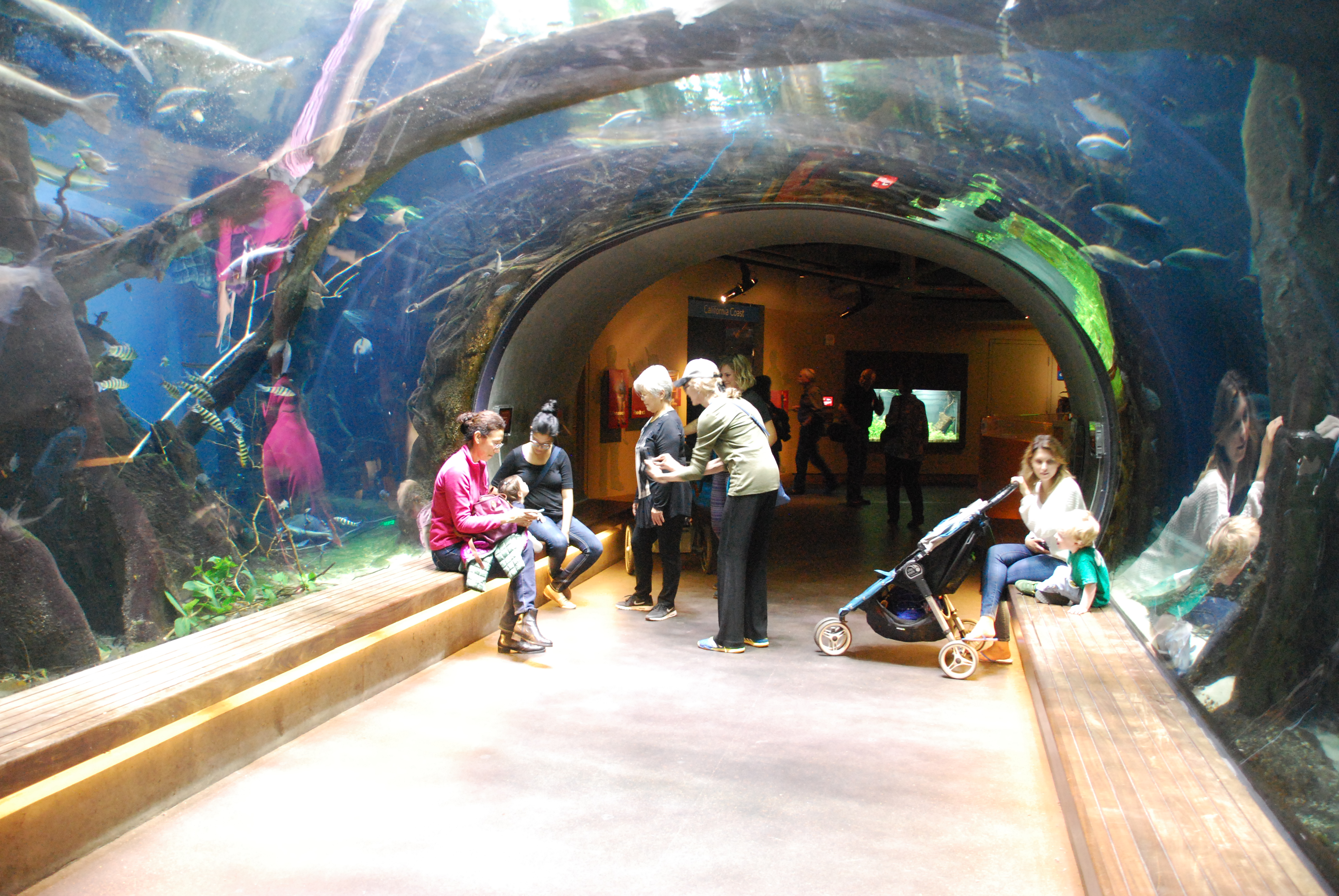
Gångtunneln genom regnskogsakvariet.
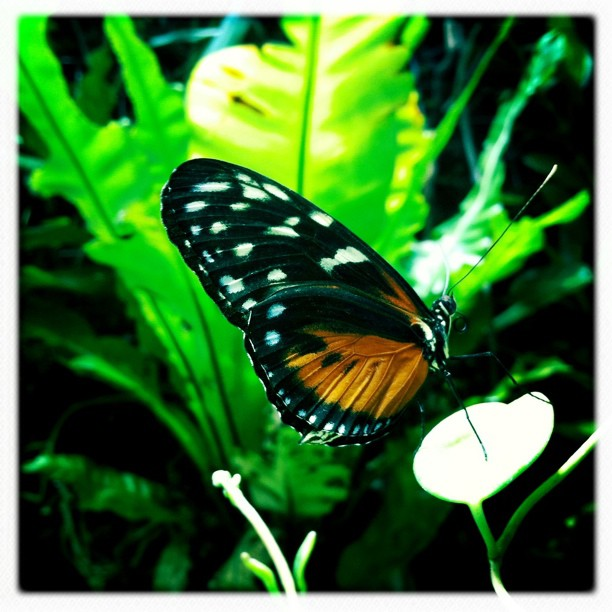
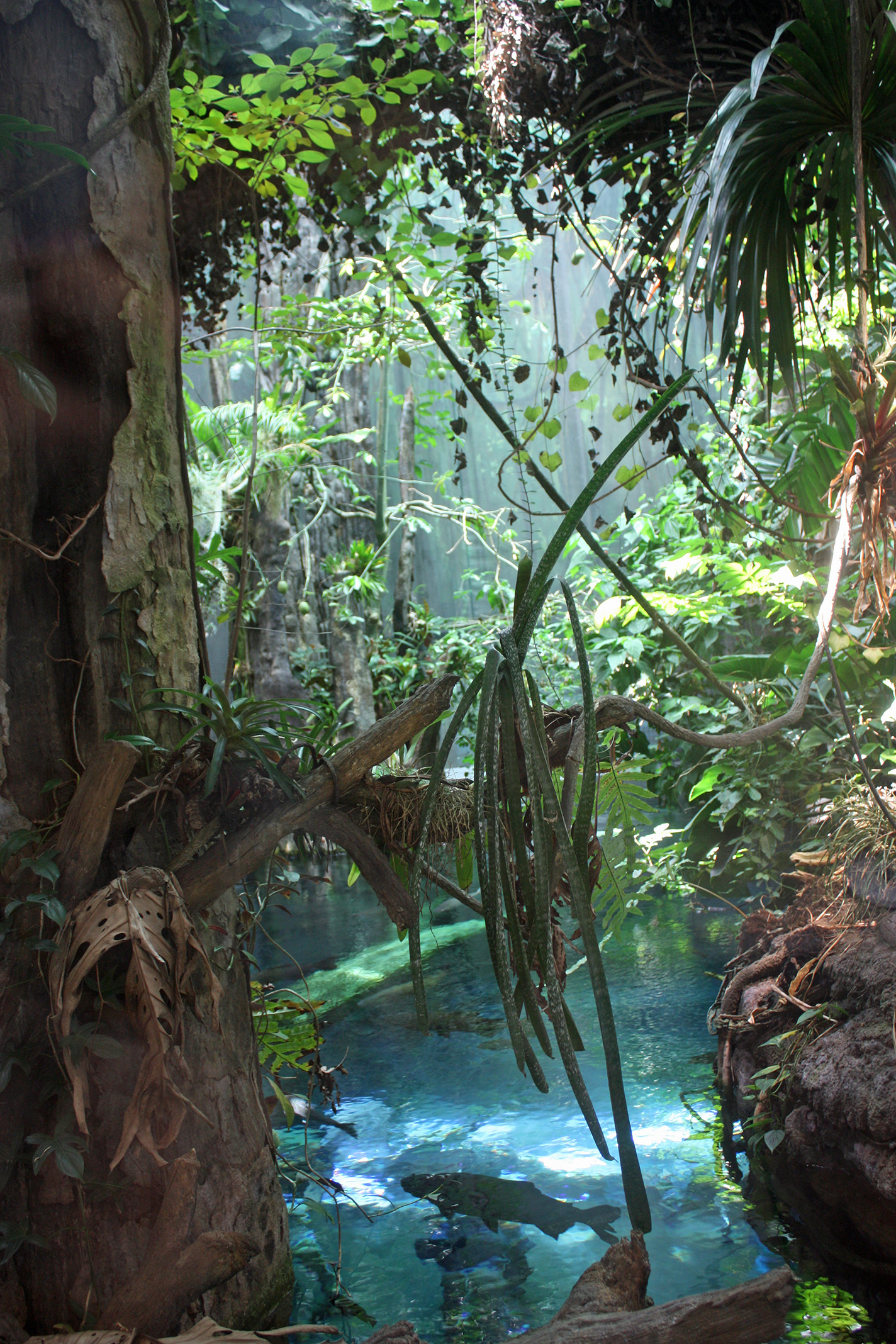

- Steinhart Aquarium. Stora akvarier med olika teman. Ett av dessa på 800 m3, nästan en tredjedels olympisk simbassäng, och över sju meter djupt härbärgerar ett av världens största korallrev inomhus.[22][23] Ett annat på 380 m3 innehåller djur från den kaliforniska kusten[24] och ett tredje innehåller djur som lever på 50-150 meters djup, en del av deem bioluminicenta.[25] Utöver fler akvarier finns även en kalifornisk tidvattenpöl, ett träsk (med bland annat en albinistisk mississippialligator kallad "Claude" och alligatorsköldpaddor[26]) och en pingvinkoloni. Sammanlagt 40 000 levande djur av 900 arter.[27]

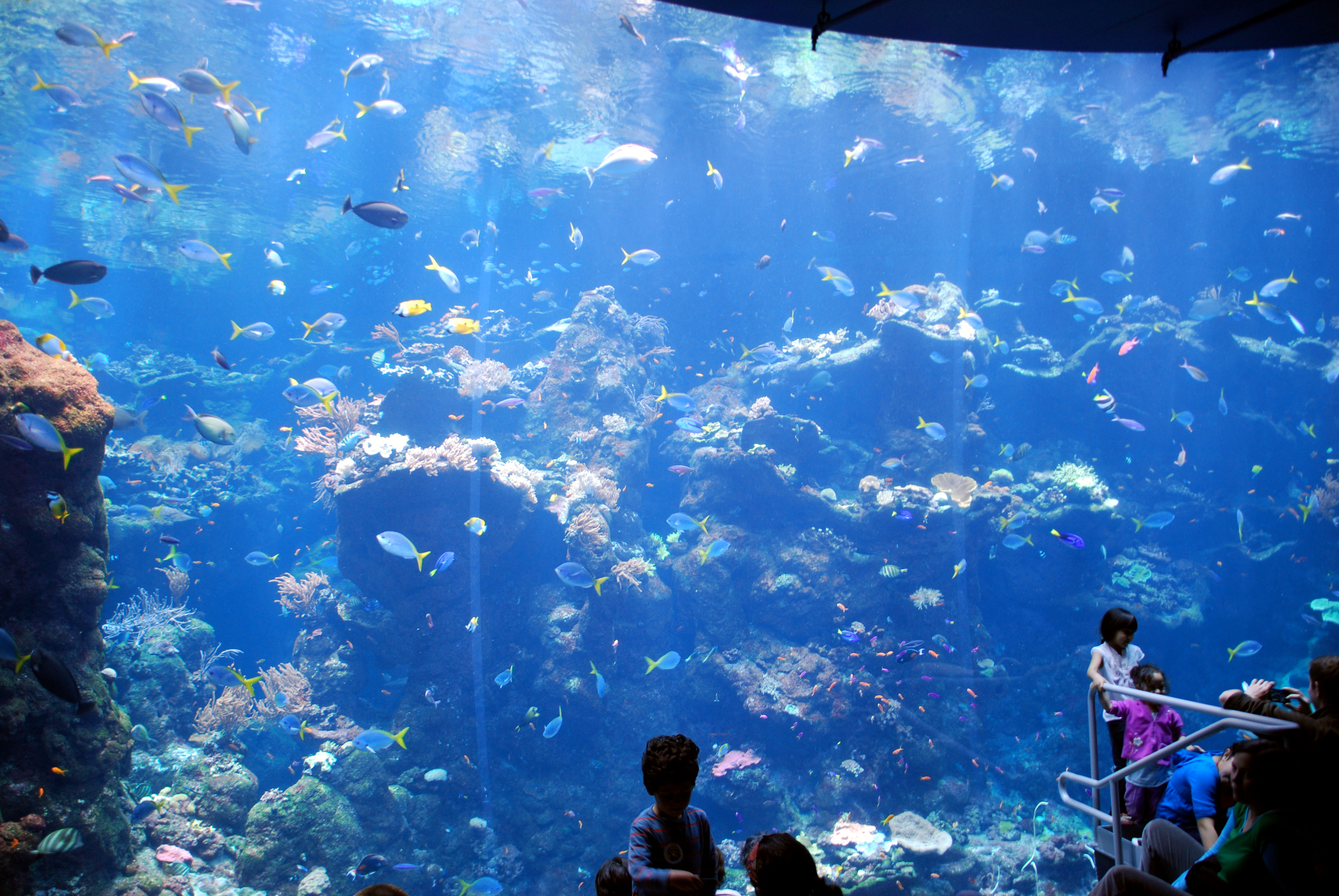
Korallrevet.
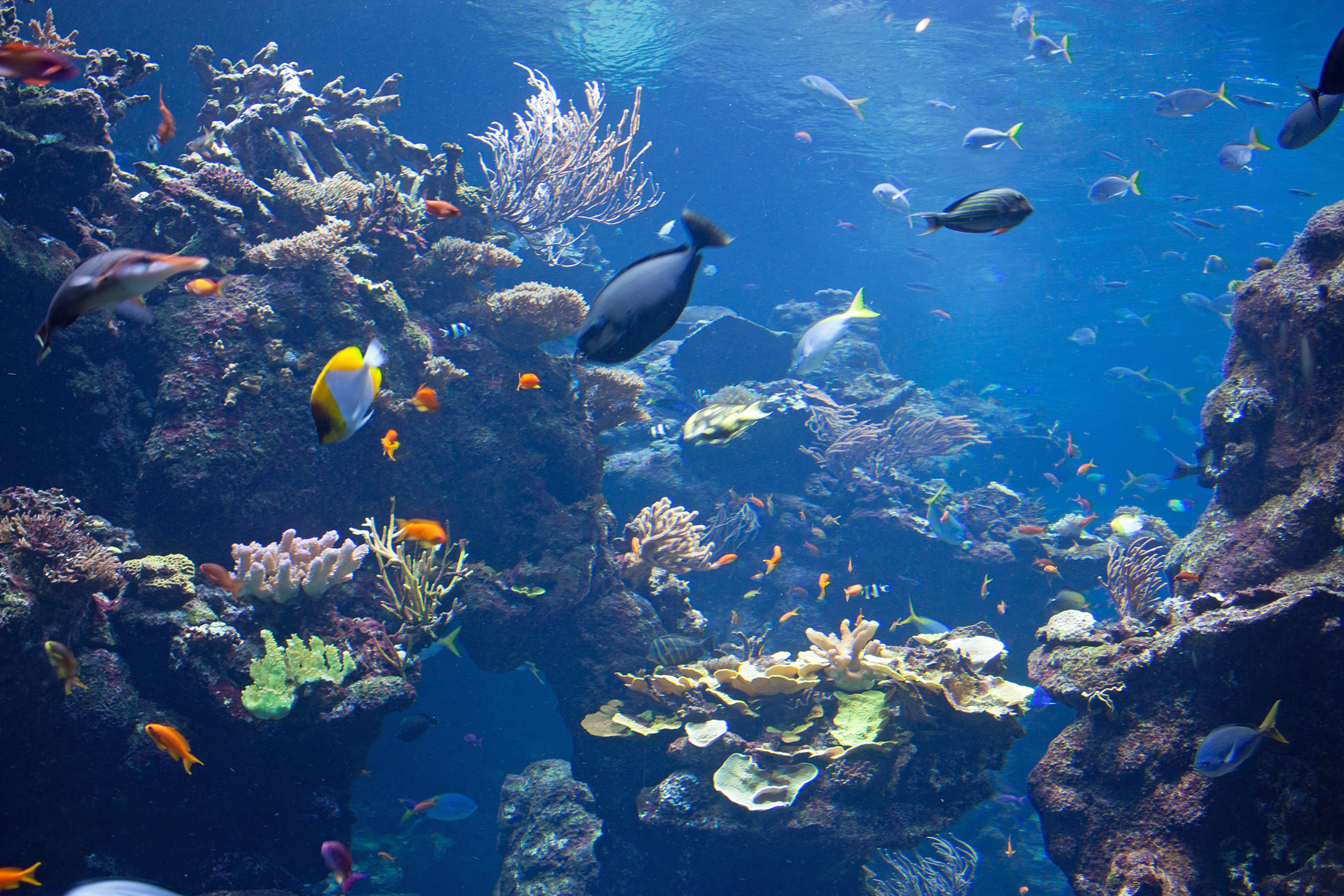
En del av korallrevet.
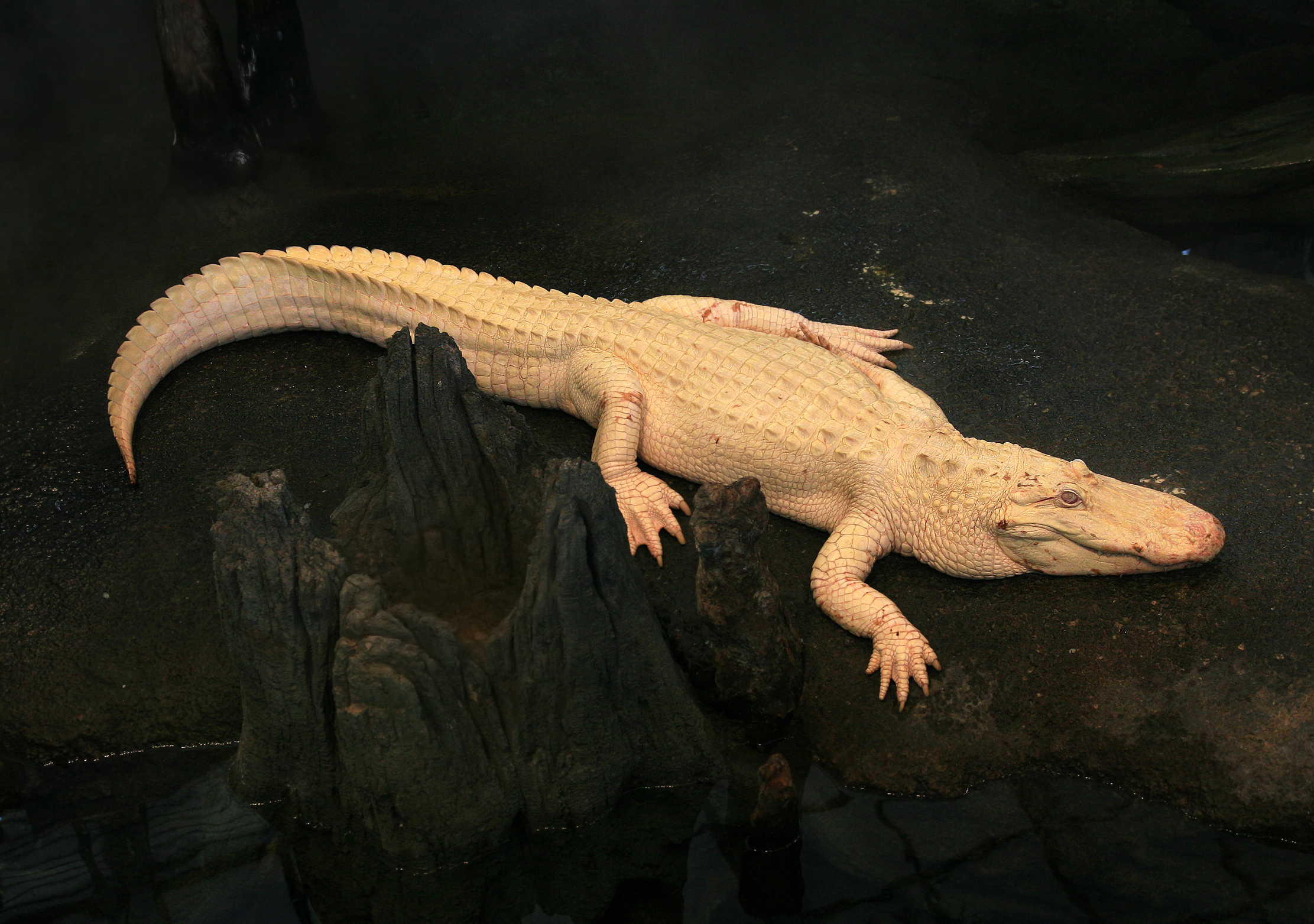
Claude.
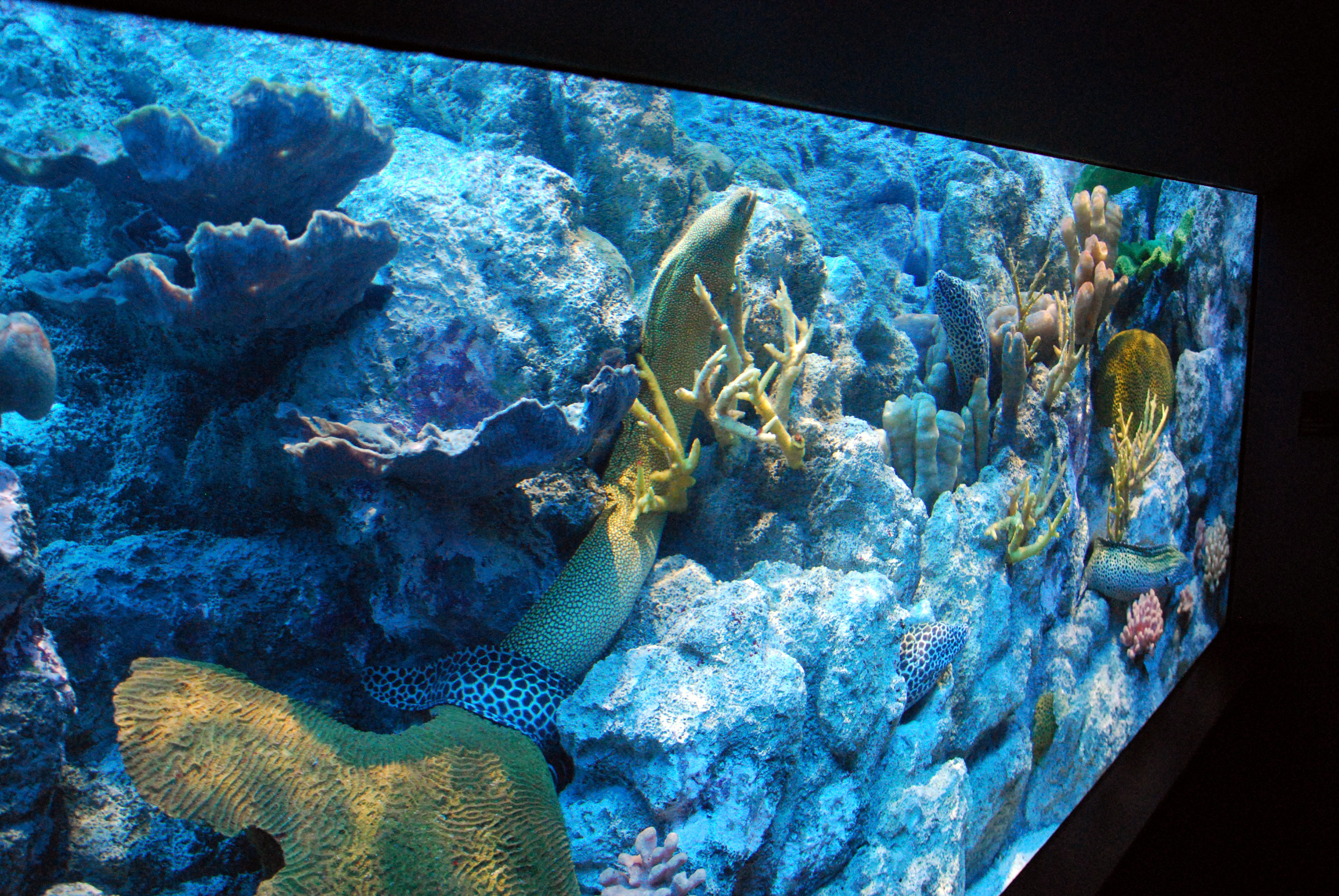
Muränor i ett ev de mindre akvarierna.

## Publikationer[28]
Den 25 september 1854 trycktes 250 exemplar av den fyrsidiga Proceedings of the California Academy of Sciences den innehöll anteckningar från två möten och en artikel Descriptions of species of fish, believed to be new av William Orville Ayres, vilka tidigare tryckts i veckotidningen The Pacific. Sidantalet ökade sedermera först till åtta och sedan sexton sidor per nummer. Med tiden fick akademin allt längre artiklar och av detta skäl började även Memoirs of the California Academy of Sciences utges; första gången 1868. Utgivningen av Proceedings upphörde på grund av tilltrasslade finanser 1877, vilket ledde till att Harvey Willson Harkness, Townshend Stith Brandegee och Katharine [Curran] Brandegee började ge ut Bulletin of the California Academy of Sciences 1884. Denna tidskrift lades dock ner 1887, när Proceedings återupplivades. 1890 gavs det första av Occasional Papers of the California Academy of Sciences och denna oregelbundet utgivna serie har tagit över den roll som Memoirs spelade. Numera är Proceedings en normal modern vetenskaplig tidskrift. Den kommer ut med tre nummer om året och finns fritt tillgänglig på Internet.
Utöver de officiella publikationerna kan även nämnas tre som givits ut av anställda/funktionärer vid akademin: Zoe som gavs ut av paret Brandegee 1890-1908, Leaflets of Western Botany utgiven av herbarieintendenterna Alice Eastwood och John Thomas Howell 1932-1966 och Myia 1979-2004 utgiven av entomologiintendenten Paul Henri Arnaud.
Ett antal arter har genom tiderna beskrivits i akademins publikationer genom åren; flest på 1920-talet då det i genomsnitt beskrevs 160 arter per år. Under 2000-talets första decennium låg antalet på strax under 80 arter per år.